# Sources (site web)
Pour les articles homonymes, voir Source.
Sources est un portail web d’information canadien pour des journalistes, écrivains indépendants, rédacteurs, auteurs, et chercheurs. Il se concentre particulièrement sur des sources humaines : les experts et porte-parole qui sont disposés à répondre des questions à des journalistes ou à se rendre disponibles pour des entrevues sur antenne.
Le site Web est construit autour un index des matières de vocabulaire contrôlé, comportant plus de 20 000 sujets. Cet index de matières est soutenu par un système de ‘recherche intelligente’ qui aide les journalistes à focaliser leurs recherches en suggérant des sujets additionnels liés aux termes qu’ils cherchent. Par exemple, une recherche du mot « cancer » suggéra des termes tels que la « chimiothérapie », le « mélanome », l’« oncologie », la « thérapie radiologique », les « maladies du tabac » et les « tumeurs », et aussi bien que les termes qui contiennent réellement le mot « cancer ».
Chaque référence de matière lie, alternativement, aux experts et aux porte-parole sur ce sujet, avec des profils décrivant leur expertise et où il est approprié, leur approche à l’issue, avec leurs numéros de téléphone et toutes autres coordonnées. Sources inclut des listes pour des universités et des instituts de recherche, des associations et des ONG sans but lucratif, gouvernement et des corps de secteur public, des entreprises, et des individus comprenant des universitaires, des orateurs publics, et des conseillers.
L’index de matières et les menus de recherche sont traduits en français, en espagnol, et en allemand pour faire de Sources une ressource internationale.
Basé au Canada, Sources a été fondé en 1977 comme annuaire d’impression pour des journalistes, des rédacteurs, et des producteurs d’histoires. Il a été édité la première fois comme supplément pour le magazine Content, un magazine influent et controversé de la critique du journalisme. Content, fondé par Dick MacDonald en 1970 et édité par Barrie Zwicker après la mort de MacDonald en 1974, a fréquemment critiqué les journalistes de toujours compter sur la même étroite palette de sources représentant les mêmes points de vue conventionnels pour leurs histoires. Dans Content et dans leur livre The News: Inside the Canadian Media” (L’information : À l’intérieur des médias Canadiens), Zwicker et MacDonald ont discuté qu’il y avait « une similitude terrible » dans la couverture médiatique de beaucoup de publications, et qu’il y avait aussi une fermeture d’autres perspectives et de sources d’informations potentiellement valables.
Zwicker décida de faire quelque chose au sujet du problème, et pendant l’été de 1977, Content publia son premier numéro d’annuaire, appelé Sources. Affiché comme « annuaire de contact pour les rédacteurs et les journalistes au Canada », Sources énuméra des 
«Officiers d’information, responsables des relations publiques et de relations humaines, du média, des affaires publiques, et d’autres contacts pour des groupes, des associations, des fédérations, des syndicats, des sociétés, des établissements, des fondations, des industries et des compagnies et des ministères, des départements, des agences et des conseils fédéraux, provinciaux et municipaux. »
Expliquant le raisonnement derrière Sources, Zwicker a dit que « c’est un cliché de dire que chaque histoire a deux côtés. Un faux cliché. La plupart en ont plusieurs. Le défi du journaliste est de creuser de tous côtés. Sources peut aider ». Dès le commencement, Zwicker a pris Sources pour un service public et le considéra aussi comme un outil pour des journalistes. Il a dit que Sources doit « aider à favoriser un système de l’équitabilité de l’information. Les ressources de communication sont équivalentes à d’autres besoins fondamentaux – par exemple : abri, nourriture, soins de santé. Chacun devrait avoir un accès raisonnable à tous ce qu’il en a besoin ». Par conséquent, il a dit que « nous essayons de fournir la vraie diversité: accéder aux gens qui sont attachés aux organismes; grands et petits, à but lucratif et non lucratif, de basse à haute technologie, qui existe depuis longtemps ou à juste-lancer. »
Zwicker a dit aux utilisateurs qu’« Au sein de Sources vous trouverez le courant principal et les informations alternatives. Certains peuvent considérer l’alternatif comme information égarant ou penchant d’un côté, pas tout à fait du niveau voulu ou plus ou moins seconde main. Ici à Sources l’alternatif est considéré différemment, il est considéré en tant qu’authentique et substantiel, même s’il est normalement moins accessible. Les surprises, les scandales, l’éclat de la perspicacité, ‘les prises inhabituels’, les perles de la sagesse, les cris de cœur, l’avant-garde, les nouvelles du lendemain, les prédictions, le non filtré, l’excitation, ceux qui sont piétinés ailleurs, ce qui est mémorable ou excentrique, ce qui a été longuement considéré, ce qui n’a pas été avouer par politesse, ce qui est indigne, le non censuré… ce que les médias ‘alternatifs’ offrent. Autant que nous le pouvons, nous attacherons l’alternatif à Sources. La philosophie principale de Sources est une démocratie informationnelle positive et directe activée par une technologie conviviale. La prétention est qu’il y a une fraction significative des Canadiens qui veulent utiliser et bénéficier d’une telle ressource d’information. L’hypothèse est qu'une fraction importante des Canadiens souhaitent augmenter leur recherche pour trouver des solutions, et approfondir leur compréhension, plutôt que de réitérer les sagesses conventionnelles (même si elles sont fraîchement fabriquées) entre eux ».
Après quelques années, Sources devint si grande qu’elle ne put s'insérer dans Content (l'annuaire d’impression par la suite crût à plus de 500 pages), et en 1981, elle devint une publication indépendante. Content lui-même finalement se rabattit, mais Zwicker continua de consacrer une section éditoriale substantielle dans Sources en couvrant des sujets d’intérêt aux journalistes, étendant des matières pratiques telles que la grammaire, style, la vérification des faits, le photojournalisme, le copyright, les frais des pigistes, et auto-édition, jusqu’aux reportages sur l’état du journalisme et des médias, aux recensions. Dès le début des années 90 Sources commença à promouvoir des articles concernant la recherche en ligne, notamment figurant régulièrement ‘Digital World’ par l’expert en informatique Dean Tudor.
Sources est elle-même allée sur l’internet en 1995 et a depuis, continué à augmenter son portail en ligne. Elle continue de publier une édition d'impression de l’annuaire, principalement au profit des pigistes qui l’emploient comme source d’idées pour leurs histoires, mais il est maintenant principalement une ressource basée sur le Web.
Le site Web de Sources ne figure pas sur le répertoire Sources lui-même, mais sur un annuaire séparé du gouvernement, Noms et Numéros Parlementaires; un annuaire des médias, noms et numéros des médias ; et le Sources HotLink, qui comporte des articles concernant des relations du média et des relations publiques. Aussi sur le site est ‘Fame and Fortune’ ‘Popularité et Richesse’, un annuaire des attributions, des prix, et des bourses disponibles aux auteurs et aux journalistes, et un portail lié à l’archive en ligne, Connexions Information Sharing Services, une bibliothèque de documents liée aux alternatifs et la justice sociale.
Le site loge également Sources Select Resources(ressources sélectionnées par Sources), une grande bibliothèque d’articles et de revues sur le journalisme et les médias, enjambant une période de plus de 30 ans.
Tandis qu’une grande partie du contenu éditorial s’est concentrée sur l’essentiel de l’écriture, l’édition et la recherche, Sources a également régulièrement édité les articles qui ont suscité de la polémique sur des sujets tels que la censure et les médias préjugés. Une campagne faite par Zwicker et d’autres ont contesté l’éthique des journalistes en acceptant des cadeaux des personnes qu’elles sont censées couvrir. Cette campagne a par la suite mené les Éditeurs en chef canadiens à convenir parmi eux-mêmes que leurs journaux n’accepteraient pas des billets gratuits des agences de voyages, des lieux de séjour et des hôtels.
Une série d’articles par Zwicker sur la « guerre, la paix, et les médias » (plus tard rassemblés et édités en un livret) a provoqué un scandale par des lecteurs contrariés par ses critiques de la façon dont les médias couvrent la politique extérieure des États-Unis. Comme Zwicker mis dans la lettre d’un éditeur dans le numéro qui succéda, la « réaction s’est étendue de l’éloge élevée à la dénonciation fâchée. » Le journal Toronto Sun a consacré trois histoires à la série. Le chroniqueur Hoy de Claire « trembla de fureur «, le rédacteur Peter Worthington se sentit « outragé » et un chef éditorial dénonça Zwicker.
Wendy Cukier inclut un article controversé parmi d'autres. L’article discuta la bataille des relations publiques entourant la législation et proposa le contrôle des armes à feu, qui attira la colère de ceux qui dirige la politique des armes. Ulli Diemer, qui a succédé Zwicker comme éditeur en 1999, a été sous l’attaque de Fraser Institute pour son article « Dix mythes de soins de santé : Comprendre le débat sur l’assurance maladie du Canada », dans lequel il a discuté le fait que les adversaires des soins de santé publics écartaient de fausse information conçue pour induire en erreur et effrayer le public.
En accord avec son mandat d’encourager une grande diversité de points de vue dans les médias, Sources a ajouté des ressources supplémentaires au fil du temps pour aider des organismes et des individus de se faire entendre. Celles-ci incluent un calendrier des événements ouvert aux médias et de service de communiqué que les membres de Sources peuvent employer pour distribuer leurs rapports et communiqués par l’intermédiaire de validation en ligne et du RSS. Les communiqués sont également indexés par sujet et intégrés sur le site de Sources dans la structure globale de recherche pour l’information.